# Sant Julià de Vilargell
Sant Julià de Vilargell fou l'església parroquial del poble i antic terme de Vilargell, pertanyent actualment al de Sant Joan de Pladecorts, a la comarca del Vallespir (Catalunya del Nord).
Estava situada en el lloc actualment anomenat Camp de la Capella del veïnat de Vilargell.
Una escriptura del 1009 esmenta aquesta església, quan es defineix un alou donat a Santa Maria d'Arles que confrontava amb l'església de Sant Julià de Vilargell. Posteriorment torna a ser esmentat en un altre document del 1049.